# Celaena succincta
Celaena succincta là một loài bướm đêm trong họ Noctuidae.